# Torre la Sagrera
La Torre de la Sagrera o Torre del Triangle Ferroviari, coneguda popularment com la Núvia, és una torre no construïda al Triangle Ferroviari de Barcelona. Dissenyada per l'arquitecte Frank Gehry es preveia que tingués 148 metres d'alçada i 34 plantes, la qual cosa l'hagués convertit en el tercer edifici més alt de Barcelona per darrere de la Torre Mapfre i l'Hotel Arts.
L'edifici ocuparia bona part del Triangle Ferroviari, compartint l'espai amb unes cotxeres de TMB. Per la peculiar fesomia de l'edifici, d'estil desconstructivista, aquest tindria una llarga façana que donaria al carrer de Josep Soldevila, amb la coronació de l'edifici a tocar del vèrtex sud del Triangle, molt a prop de la cruïlla de la Rambla de Prim amb la Via Trajana.
Als peus de la torre, que es preveia que allotgés oficines i un hotel, s'hi preveia un parc públic i el Museu de la Mobilitat.
El cost de la torre es va calcular inicialment en uns 250 milions d'euros, finançats pel Consorci de la Zona Franca, però aquesta xifra ja era el doble a començaments del 2009. L'elevat cost, agreujat per la crisi econòmica, van dur a una manca de finançament, per la qual cosa, sumada a una forta oposició veïnal, el projecte ha quedat cancel·lat.